# Godzilla vs. King Ghidorah
Godzilla vs. King Ghidorah är en japansk film från 1991 regisserad av Kazuki Omori. Det är den artonde filmen om det klassiska filmmonstret Godzilla och den tredje i Heisei-serien efter The Return of Godzilla och Godzilla vs. Biollante.

## Handling
Tidsresenärer från 2200-talet återvänder till 1992 för att varna Japan om att Godzilla kommer att orsaka en kärnvapenkatastrof under 2000-talet. De har ett förslag om hur man ska bli av med honom för alltid. De tänker resa tillbaka till 1944 och en ö i närheten av Bikiniatollen där en dinosaurie utsattes för strålning vid kärnvapenproven och blev Godzilla. Tillbaka i nutid dyker istället King Ghidorah, muterad från sällskapsdjur tidsresenärerna lämnat på ön, upp. Tidsresenärernas berättelse visar sig ha varit en lögn och deras verkliga plan avslöjas, att med hjälp av King Ghidorah förstöra Japan så att landet inte blir en dominerande ekonomisk makt. Lyckligtvis för japanerna blir Godzilla ändå till och kan kämpa mot King Ghidorah.

## Om filmen
Filmen är inspelad i Fukuoka, Sapporo och Tokyo. Den hade världspremiär i Japan den 14 december 1991 och har inte haft svensk premiär.

## Rollista (urval)
- Kosuke Toyohara - Kenichiro Terasawa
- Anna Nakagawa - Emmy Kano
- Megumi Odaka - Miki Saegusa
- Kenpachiro Satsuma - Godzilla
- "Hurricane Ryu" Hariken - King Ghidorah
- Wataru Fukuda - Godzillasaurus

## Utmärkelse
- 1992 - Award of the Japanese Academy - Specialpris till Koichi Kawakita med personal för filmens specialeffekter